# Тунхуа
Тунхуа (кит. упр. 通化, пиньинь Tōnghuà) — городской округ в провинции Гирин КНР.

## История
Ещё во времена империи Хань здесь были уезды Сигайма (西盖马县, на территории современного Цзианя) и Шанъиньтай (上殷台县, на территории современного уезда Тунхуа). В 3 году н.э. эти земли вошли в состав протокорейского государства Когурё, и его правитель Юримён-ван разместил на территории современного Цзианя свою столицу.
Во времена империи Цин, в 1877 году был создан уезд Тунхуа. В 1908 году из него были выделены уезды Линьцзян, Чанбай, Цзиань (辑安县) и Люхэ; все они подчинялись правительству провинции Фэнтянь (которая в 1929 году была переименована в Ляонин).
После образования марионеточного государства Маньчжоу-го там в 1937 году была образована провинция Тунхуа, и эти земли вошли в её состав. Благодаря тому, что японские компании вели здесь интенсивное промышленное строительство, территория развивалась, и в 1942 году урбанизированная часть уезда Тунхуа была выделена в отдельный город Тунхуа, подчинённый напрямую правительству провинции.
После Второй мировой войны правительство Китайской республики разделило основную территорию современного китайского Северо-Востока на 9 провинций, и эти земли вошли в состав провинции Аньдун. После того, как эти земли перешли под контроль китайских коммунистов, провинция Аньдун была ликвидирована, а эти земли с 1949 года оказались в составе провинции Ляодун.
В 1954 году провинция Ляодун была ликвидирована, и эти земли были переданы в состав провинции Гирин. Был образован Специальный район Тунхуа (通化专区), которому подчинялось 9 уездов, а власти которого находились в городе Тунхуа, но при этом сам город Тунхуа подчинялся напрямую правительству провинции. В 1956 году в состав Специального района Тунхуа был включён уезд Дунфэн, до этого напрямую подчинявшийся правительству провинции. В 1958 году уезд Дунфэн был передан в состав Специального района Сыпин, а город Тунхуа был переведён в подчинение властям Специального района; уезд Чанбай был преобразован в Чанбай-Корейский автономный уезд. В 1960 году был расформирован уезд Тунхуа, а его территория была передана под юрисдикцию города Тунхуа.
В 1962 году уезд Тунхуа был воссоздан. В 1965 году написание названия уезда Цзиань было изменено с 辑安县 на 集安县. В 1970 году Специальный район Тунхуа был переименован в Округ Тунхуа (通化地区). В 1985 году округ Тунхуа был ликвидирован, а на его месте были образованы городские округа Тунхуа и Хуньцзян; при этом был ликвидирован уезд Хайлун, а вместо него образован городской уезд Мэйхэкоу. В 1986 году был ликвидирован город Тунхуа, а на его землях образованы районы Дунчан и Эрдаоцзян, подчиняющиеся властям городского округа. В 1988 году уезд Цзиань был преобразован в городской уезд.

## Административно-территориальное деление
Городской округ Тунхуа делится на 2 района, 2 городских уезда, 3 уезда:
| Карта | #              | Статус    | Название | Иероглифы     | Пиньинь | Население (2010, прим.) | Площадь (км²) | Плотность населения (/км²) |
| ----- | -------------- | --------- | -------- | ------------- | ------- | ----------------------- | ------------- | -------------------------- |
|       |                |           |          |               |         |                         |               |                            |
| 1     | Район          | Дунчан    | 东昌区   | Dōngchāng qū  | 360 195 | 383                     | 958           |                            |
| 2     | Район          | Эрдаоцзян | 二道江区 | Èrdàojiāng qū | 146 682 | 378                     | 397           |                            |
| 3     | Городской уезд | Мэйхэкоу  | 梅河口市 | Méihékǒu shì  | 615 367 | 2175                    | 283           |                            |
| 4     | Городской уезд | Цзиань    | 集安市   | Jí'ān shì     | 232 358 | 3408                    | 70            |                            |
| 5     | Уезд           | Тунхуа    | 通化县   | Tōnghuà xiàn  | 247 225 | 3729                    | 66            |                            |
| 6     | Уезд           | Хуэйнань  | 辉南县   | Huīnán xiàn   | 359 453 | 2277                    | 158           |                            |
| 7     | Уезд           | Люхэ      | 柳河县   | Liǔhé xiàn    | 363 962 | 3348                    | 109           |                            |

## Экономика
На склонах хребта Чанбайшань выращивают виноград. Тунхуа — крупный центр виноделия.

## Транспорт
Городской округ обслуживается аэропортом Люхэ Тунхуа.